# فری‌ویو
فری‌ویو (انگلیسی: Freeview) شرکت رسانه‌ای بریتانیایی است، که در سال ۲۰۰۲ تأسیس شد.